# Sze Yup Temple & Joss House
Sze Yup Temple & Joss House een taoïstische tempel in Sydney, Australië. De tempel is door Chinese Australiërs, afkomstig van de Zuid-Chinese streek Siyi, gebouwd in 1898. Het is de oudste Chinese tempel van Sydney. De tempel is gewijd aan de god Guan Di. Jaarlijks wordt zijn verjaardag groots gevierd op de 24e dag van de twaalfde maan van de Chinese kalender. De tempel onderhoudt goede banden met de Szeyup Geboortestreekvereniging in Sydney (雪梨四邑同鄉會).
Het gebouw is verdeeld in drie tempelhallen. De hoofdhal bevat een hoofdaltaar van Guan Di en een zijaltaar van Guanyin. De linkerhal is gewijd aan Caishen en in de rechterhal worden de vooroudertabletten van overleden Chinese migranten vereerd.
In 1955 en 2008 is er brand geweest die de tempel ernstig heeft beschadigd. Het gebouw staat op de Australische lijst van beschermde monumenten.
De tempel is op de eerste en vijftiende dag elke maan in de Chinese kalender geopend voor gelovigen. Tijdens Chinees nieuwjaar is de tempel dagelijks geopend.